# Masacre del Remembrance Day

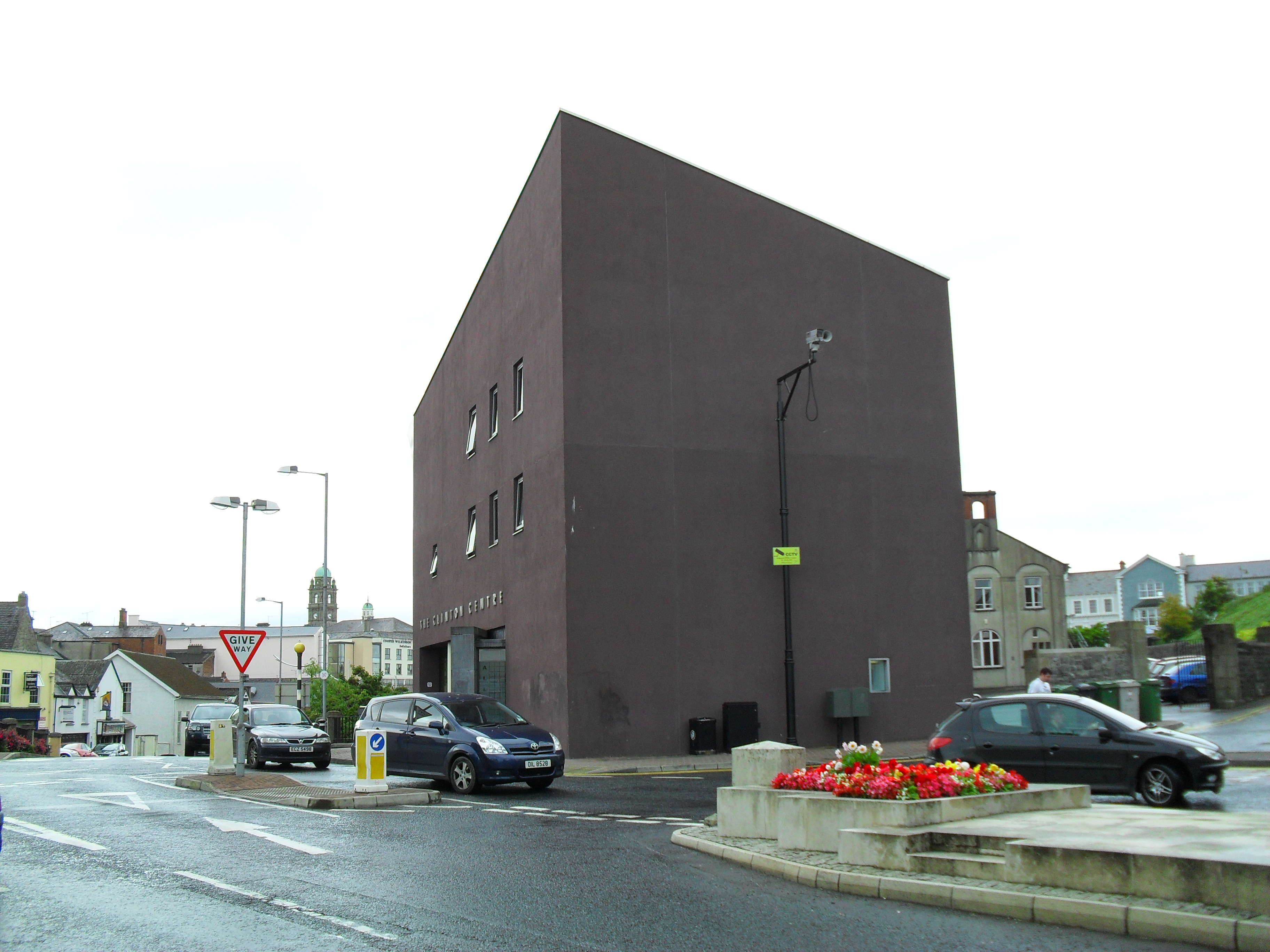
Centro Clinton, Enniskillen.

La Masacre del Remebrance Day fue un atentado del IRA Provisional en la ciudad de Enniskillen, Condado de Fermanagh. El atentado tuvo lugar el 8 de noviembre de 1987, durante las celebraciones del Remembrance Day, en el que se recuerda a los caídos durante la Primera y la Segunda Guerra Mundial.
Once personas murieron en el atentado, diez civiles y un miembro del RUC en la reserva. La cifra aumentó cuando una de las víctimas murió tras trece años en coma.
El IRA justificó esta masacre arguyendo que estaba dirigida contra los abanderados del ejército británico presentes en el desfile. Sin embargo, esta justificación fue totalmente insuficiente y el IRA se mostró ante los protestantes y los propios republicanos como un grupo sectario, y marcó un punto de inflexión en el comienzo del proceso de paz.
Durante el Remembrance Day de 1997, Gerry Adams, del Sinn Féin, pidió disculpas por el atentado.
- Datos: Q7311736